# Salmonella
 (novembre 2022).
 (novembre 2022).
Si vous disposez d'ouvrages ou d'articles de référence ou si vous connaissez des sites web de qualité traitant du thème abordé ici, merci de compléter l'article en donnant les références utiles à sa vérifiabilité et en les liant à la section « Notes et références ».
Genre
Salmonella (en français les Salmonelles) est un genre de bacilles Gram négatifs (BGN) de la famille des Enterobacteriaceae. Son nom fait référence au vétérinaire Daniel E. Salmon.
Certains sérovars de certaines sous-espèces de Salmonella enterica sont responsables d'infections bactériémiques graves, les fièvres typhoïde et paratyphoïdes, qui sévissent surtout dans les pays en développement. D'autres sérovars sont impliqués dans des gastro-entérites et des toxi-infections alimentaires (TIAC) plus bénignes.

## Taxonomie
Le genre Salmonella est créé en 1900  par Joseph Léon Lignières pour recevoir une espèce impliquée dans des bactériémies porcines accompagnées de lésions hémorragiques.
Jusqu'en 2016 il était rattaché par des critères phénotypiques à la famille des Enterobacteriaceae. Malgré la refonte de l'ordre des Enterobacterales par Adeolu et al. en 2016 à l'aide des techniques de phylogénétique moléculaire, Salmonella reste dans la famille des Enterobacteriaceae dont le périmètre redéfini compte néanmoins beaucoup moins de genres qu'auparavant.
Les salmonelles ont été nommées ainsi en l'honneur du vétérinaire américain Daniel Elmer Salmon même si la bactérie a été découverte par Theobald Smith, qui travaillait sous la direction de Salmon au Bureau of Animal Industry (BAI) dès 1884,.
Les recherches par hybridation de l'ADN ont permis d'éclaircir la taxonomie, le genre Salmonella comporte deux espèces (bongori et enterica), la principale (longtemps considérée comme la seule), Salmonella enterica comprend six sous-espèces — la plus fréquente étant Salmonella enterica subsp. enterica — elles-mêmes divisées en de nombreux sérovars : Enteritidis, Derby, Hadar, Infantis, Paratyphi, Typhi, Typhimurium, Virchow, etc. Actuellement plus de 2 600 sérovars (ou sérotypes) sont décrits.
En 2000, le Centre national de référence des Salmonella et Shigella (CNRSS) de l'Institut Pasteur, à Paris, avait référencé 883 souches de Salmonella d’origine humaine. Les sérovars Enteritidis et Typhimurium en représentaient respectivement 36 % et 29 %[réf. souhaitée]. On connaît aujourd'hui plus de 2 500 sérotypes de salmonelles.

### Étymologie
L'étymologie du genre Salmonella est la suivante : Sal.mon.el’la. N.L. fem. dim. n. Salmonella, nommé d'après le bactériologiste américain D.E. Salmon. Son genre est féminin, on parle d'une Salmonella.

## Caractéristiques

### Habitat
Les salmonelles peuvent survivre plusieurs semaines en milieu sec et plusieurs mois dans l'eau. Elles se retrouvent donc fréquemment dans les milieux aquatiques pollués, la contamination par les excréments d'animaux porteurs étant très importante. Les vertébrés aquatiques, notamment les oiseaux (Anatidés) et les tortues sont d'importants vecteurs de salmonelles. Les volailles, les bovins et les ovins étant des animaux fréquemment contaminants, les salmonelles peuvent se retrouver dans les aliments, notamment les viandes, le lait ou un œuf. Dans ce dernier cas, cela peut se produire si la coquille est fêlée ou si l'œuf a été lavé, le lavage éliminant la barrière protectrice située autour de l’œuf (la « fleur », revêtement bouchant les pores de la coquille) et permettant aux salmonelles d'entrer dans l’œuf,,.

### Morphologie et culture
Elles mesurent 0,7 à 1,5 μm de diamètre, pour 2  à   5 μm de longueur avec un flagelle.

### Caractères biochimiques
Ce sont des entérobactéries bacilles à Gram négatif, mobiles pour la plupart (ciliature péritriche), mais certaines sont immobiles, aéro-anaérobies facultatifs, oxydase -, nitrate réductase +, fermentative du glucose, lactose -, H2S + (ou - ), uréase -, lysine décarboxylase +, utilisant la voie des acides mixtes, indole-, ne possédant pas la bêta-galactosidase, à forte contagiosité, responsables de gastro-entérites, toxi-infections alimentaires et des fièvres typhoïde et paratyphoïde (S. Typhi et S. Paratyphi).

### Caractères antigéniques
Comme toutes les Enterobacteriaceae, les espèces de Salmonella possèdent des antigènes somatiques O lipopolysaccharidiques (situés dans la paroi). Il en existe 67, on distingue l'antigène O majeur caractérisant un groupe de Salmonella et l'antigène O mineur qui est accessoire. La délétion par mutation de l'antigène O entraîne une perte partielle ou totale du pouvoir pathogène.
Les espèces de Salmonella possèdent également des antigènes flagellaires H. Ils sont présents sous deux formes différentes (phases). Soit sous les deux formes simultanément (diphasique) soit sous la forme d'une seule phase (monophasique). Ces deux phases sont codées par deux gènes différents mais très voisins, ils doivent provenir de la duplication d'un même gène ancestral.
Enfin, Salmonella Typhi, S. Paratyphi C et S. Dublin possèdent l'antigène capsulaire de nature polyosidique Vi pouvant (plus ou moins) masquer l'antigène somatique O. Ce dernier est démasqué par destruction de l'antigène Vi (chauffage à 100 °C pendant 10 min).

## Pathogénicité

### Adaptation à l'humain
L'étude de génomes d'enterica provenant de squelettes humains de la préhistoire suggère que l'adaptation à l'humain de Salmonella enterica est liée au processus de néolithisation.
Il a été émis l'hypothèse que la transition néolithique vers une économie agricole et pastorale a facilité l'émergence d'agents pathogènes adaptés à l'humain. L'étude de génomes de Salmonella enterica provenant de squelettes humains de chasseurs-cueilleurs et agropasteurs dans l'ouest de l'Eurasie datant de jusqu'à 6 500 ans montre que malgré la grande diversité génétique de S. enterica, tous les anciens génomes bactériens se sont regroupés dans une seule branche auparavant non caractérisée qui contient S. enterica adaptée à plusieurs espèces de mammifères. Tous les anciens génomes bactériens des (agro-) éleveurs préhistoriques appartiennent à une partie de cette branche qui comprend également S. enterica Paratyphi C spécifique à l'humain, illustrant l'évolution d'un agent pathogène humain sur une période de 5 000 ans. Les comparaisons génomiques bactériennes suggèrent que les plus anciennes souches n'étaient pas spécifiques à l'hôte, différaient en potentiel pathogène et ont subi une pseudogénisation convergente qui a accompagné leur adaptation à l'hôte en aval. Ces observations soutiennent l'idée selon lequel l'émergence de S. enterica adaptée à l'humain est liée aux transformations culturelles humaines du Néolithique.

### Dose infectieuse
Il n'y a pas de dose infectieuse type, celle-ci dépendant :
1. De la pathogénicité de la souche (ou sérovar) considérée ;
2. De facteurs de sensibilité de l'hôte ;
3. De la concentration microbienne (dose en contact ou ingérée) en général supérieure à 100 000 bactéries.

### Virulence
Elle dépend des souches et des conditions.
Des salmonelles dites « hypervirulentes », sources potentielles de maladies émergentes ont été observées en 2011-2012 en Californie (Santa Barbara) sur des animaux d'élevage. Ce sont des souches particulièrement résistantes, à propagation inhabituellement rapide, résistantes aux vaccins existants (en 2012) et qui entrent dans l'organisme comme un cheval de Troie, deviennent inhabituellement virulentes, puis reprennent un comportement plus normal quand elles retournent dans l'environnement, où elles sont alors moins détectables.

### Physiopathologie des infections humaines
Deux groupes, distincts par leur pathogénie et leur épidémiologie, d'importance numérique très inégale, concernent la pathologie humaine.

#### Fièvres typhoïdes et paratyphoïdes
Quatre sérotypes de salmonelles sont adaptés à l'humain, qui en constitue le seul réservoir et chez qui ils provoquent une maladie spécifique. Ce sont S. Typhi (bacille d'Eberth), S. Paratyphi A, S. Paratyphi B (bacille de Schotmüller) et S. Paratyphi C (bacille d'Hirschfeld), accessoirement S. Sendai. Les germes pénètrent, même en nombre restreint, par voie digestive et après une incubation assez longue (jusqu'à 3 semaines) traversent la muqueuse intestinale et envahissent le tissu lymphoïde intestinal (plaques de Peyer). De là, le germe passe dans les ganglions lymphatiques mésentériques puis dans la lymphe et enfin dans la circulation sanguine, ce qui détermine un état bactériémique. La bactériémie avec sepsis n'est pas une complication accidentelle mais s'inscrit dans l'évolution normale de la maladie. Par ailleurs, les plaques de Peyer peuvent s'ulcérer et entraîner une perforation intestinale et une péritonite. Le malade guéri peut rester porteur de germes pendant des mois ou des années, les bactéries persistant surtout dans les voies biliaires.
La libération d'endotoxine joue un rôle important dans la pathogénie de la maladie, d'où le danger de l'administration d'une forte dose d'antibiotique qui risque de provoquer une lyse massive des bactéries.
La transmission se fait surtout par voie d'eau potable lors des épidémies étendues. Mais le contact direct ou les aliments peuvent également être en cause dans la propagation. Le contrôle bactériologique strict des eaux de consommation ainsi que la surveillance du réservoir de germes (porteurs) expliquent la diminution spectaculaire des fièvres typhoïdes et paratyphoïdes dans les pays à hygiène développée.

#### Toxi-infections alimentaires ou salmonelloses
Est responsable le groupe potentiellement constitué par tous les autres sérotypes (plus de mille) dont la plupart n'ont cependant jamais été rencontrés chez l'humain. Ces espèces de Salmonella sont rencontrées chez diverses espèces animales, la plupart n'étant d'ailleurs pas liées à un hôte spécifique et pouvant aussi infecter l'humain. Il s'agit donc d'une zoonose.
Le germe pénètre par voie digestive et doit être ingéré en très grand nombre pour déclencher la maladie chez l'adulte sain. L'acidité gastrique serait entre autres responsable de la destruction de la majorité des germes ingérés. Ce contage massif est réalisé par l'ingestion d'aliments dans lesquels le germe a pullulé comme dans un milieu de culture.
Toutefois les nourrissons et les jeunes enfants sont bien plus sensibles à l'infection qui peut être réalisée par l'ingestion d'un nombre minime de bactéries. On a pu prouver que, chez les nourrissons, la contamination pouvait se faire par l'inhalation de poussières chargées de bactéries. Après une courte incubation de quelques heures à un jour, le germe se multiplie dans la lumière intestinale en provoquant un syndrome inflammatoire intestinal avec diarrhée souvent mucopurulente et sanguinolente. Chez les nourrissons, la déshydratation peut entraîner un état de toxicose grave.
Chez l'adulte en bonne santé, généralement, la maladie est bénigne. Il n'y a normalement pas de septicémie, qui peut cependant survenir exceptionnellement à titre de complication chez des sujets débilités (maladie de Hodgkin, par exemple). Des localisations extra-intestinales sont possibles, en particulier des méningites à Salmonella chez les enfants, des ostéites, etc.

## Épidémiologie des toxi-infections alimentaires
L'épidémiologie fait intervenir l'alimentation, surtout les viandes, les œufs et les produits laitiers.
Ces salmonelles présentent une forte recrudescence durant l'été. La majorité des entérites à Salmonella surviennent chez les jeunes enfants, sous forme de cas dispersés. Au moins 25 % des entérites estivales des jeunes enfants sont causées par des salmonelles. En Europe occidentale, S. Typhimurium (virus de Danysz) représente près de 70 % des isolements.

## Diagnostic
Les procédés de diagnostic biologique sont différents dans les deux groupes pathogéniques.

### Fièvres typhoïdes et paratyphoïdes

#### Hémoculture
L'hémoculture est le prélèvement de référence.
Positive durant la première semaine de la maladie, il est nécessaire d'ensemencer un volume de sang important étant donné le nombre restreint de salmonelles dans la circulation.

#### Coproculture
La coproculture (voir infra) peut être positive la première semaine de la maladie mais surtout pendant et après la phase d'état de la maladie (2e et 3e semaines) ; elle peut rester positive chez un faible pourcentage de convalescent (portage dans la vésicule biliaire).

#### Sérodiagnosticréaction de Widal
La réaction devient positive après environ une semaine d'évolution. Le sérum est testé vis-à-vis de suspensions O et H de Salmonella Typhi et des S. Paratyphiques. Les Ac O apparaissent les premiers mais disparaissent peu de temps après la guérison. Les Ac H apparaissent quelques jours plus tard, atteignent des taux plus élevés et peuvent persister plusieurs mois après la maladie. À la période d'état, les 2 Ac O et H sont présents. On peut observer une coagglutination entre les Ag. O de S. typhi et des paratyphiques (parenté antigénique). Par contre, l'agglutination simultanée dans plusieurs suspensions H, sans agglutination O ou avec des titres O très faibles, peut se rencontrer chez des anciens vaccinés. L'agglutination dans une seule suspension antigénique O sans H correspondant peut s'expliquer par une infection à salmonelle du même groupe sérologique mais d'un autre sérotype. Par ex., une infection à S. typhimurium peut donner une réaction positive dans l'Ag. para B - O mais pas dans para B - H.
La recherche des Ac anti - Vi pourrait avoir de l'intérêt chez les porteurs de germes.

### Toxi-infections alimentaires ou salmonelloses
Hémoculture
Elles sont inutiles car systématiquement négatives (sauf cas d'immunodépression ou d'invasion).

#### Coproculture
Positive moins de 24 heures après la contamination.
Les selles sont ensemencées sur milieux sélectifs (gélose Salmonella-Shigella ou gélose S.S., gélose Hektoën, gélose au désoxycholate-citrate, gélose XLD, gélose chromogène SM2) : sur ces milieux, la majorité des germes fécaux est inhibée. La présence de lactose et d'un indicateur de pH permet de repérer les colonies lactose négatives, et aussi sur milieu sélectif du germe (bouillon sélénite f, permettant la pousse de Salmonella au détriment des autres bactéries de la flore commensale intestinale, ce milieu est très utile lors d'un dépistage à l'uréase négatif.) les salmonelles et les shigelles ne fermentent pas ce sucre. Les colonies suspectes sont repiquées et identifiées biochimiquement et sérologiquement. Il existe des milieux d'enrichissement tels que le milieu au sélénite, au tétrathionate et au vert de Malachite de Rappaport qui permettent d'inverser la proportion des germes fécaux et salmonelles au profit de ces dernières, dans les cas où leur nombre est trop faible pour les mettre en évidence directement.

#### Sérotypage
Le sérotypage est obligatoire pour poser le diagnostic d'une salmonellose.
Réaction d'agglutination directe entre les antigènes bactériens (antigène de paroi O, antigène de flagelle H, antigène de capsule facultatif Vi) et des sérums polyvalents ou monovalents (anticorps dirigées contre plusieurs ou un seul antigène). En France, les sérotypes S. Enteritidis et S. Typhimurium sont les plus fréquents.

## Prophylaxie, immunité et traitement

### Fièvres typhoïdes et paratyphoïdes

#### Prophylaxie
Contrôle bactériologique des eaux. Dépistage des porteurs de germes qui devront être écartés de certaines professions (par ex. cuisinier).

#### Vaccination
- Le vaccin TAB n'est plus commercialisé en France. Il était constitué d'une suspension de germes entiers tués (Typhi, Paratyphi A, B). Trois injections sous-cutanées à plus ou moins 15 jours d'intervalles. Cependant, une injection intradermique unique aurait un effet immunogène au moins aussi efficace.
- Typhim Vi contient l'antigène polyosidique capsulaire purifié, il protège à 60 %, 15 jours après l'injection et pendant 3 ans contre les sérotypes capsulés : Salmonella Typhi, Salmonella Paratyphi C et Salmonella Dublin

#### Traitement curatif
Le chloramphénicol garde une indication majeure dans les fièvres typhoïdes et paratyphoïdes (malgré son risque d'aplasie médullaire : environ 0,1 %). L'ampicilline donne des résultats à peu près comparables. Le cotrimoxazole (trimethoprime + sulfaméthoxazole) serait également actif ainsi que la ciprofloxacine.

### Toxi-infections alimentaires ou salmonelloses

#### Prophylaxie
Contrôle vétérinaire et inspection de certaines denrées alimentaires. Hygiène dans la préparation des repas collectifs.

#### Antibiotiques
On préconise l'abstention de toute antibiothérapie dans les cas non compliqués. Les antibiotiques seraient sans action sur le portage et contribueraient même à le prolonger.
Indication de l'antibiothérapie (Sources : POPI 2009) :
- âge > 65 ans,
- complications,
- déficit immunitaire,
- drépanocytose,
- prothèse vasculaire ou ostéoarticulaire,
- collectivité.

## Usage thérapeutique de la bactérie contre le cancer
Salmonella est une bactérie tumoricide (ou carcinolytique) détruisant les cellules tumorales grâce à une multiplication bactérienne incontrôlée qui peut conduire à l'éclatement des cellules cancéreuses. En addition de ce phénomène, les macrophages et les cellules dendritiques (type de globules blancs) de ces tumeurs colonisées par Salmonella sécrètent de l'interleukine IL-1β, une protéine responsable de l'activité anti-tumorale.
De plus, les infections à Salmonella, (ainsi que Clostridium et Listeria) favorisent l'élimination des tumeurs en augmentant les cytokines et les chimiokines (protéines régulatrices de la signalisation cellulaire) qui régulent les sites infectés à l'aide de granulocytes et de lymphocytes cytotoxiques (GB qui tuent les cellules cancéreuses).
Les toxines délivrées via Salmonella peuvent réguler positivement la Connexine 43 (Cx43), conduisant à des jonctions lacunaires induites par les bactéries entre la tumeur et les cellules dendritiques (CD), qui permettent une présentation croisée des antigènes tumoraux aux CD.
En raison de la présence des régions nécrotiques et hypoxiques des cellules touchées (zone de résistance au traitement), l'administration de médicaments de chimiothérapie peut être altérée. Par conséquent, Salmonella peut être associée à une chimiothérapie pour assurer le traitement et le transport, car Salmonella n'est pas affectée par ces régions.
L'effet carcinolytique peut être accru avec la souche mutante de Salmonella VNP20009 qui augmente en nombre à partir de cette combinaison, et qui provoque une inhibition supplémentaire des cellules cancéreuses en stimulant les protéines anti-tumorales.
Une souche génétiquement modifiée de Salmonella (TAPET-CD) a terminé les essais cliniques de phase 1 pour les patients atteints d'un cancer métastatique de stade 4.

## Liste d'espèces
Selon la LPSN (21 février 2023) :
- Salmonella bongori (Le Minor et al. 1985) Reeves et al. 1989
- Salmonella enterica (ex Kauffmann & Edwards 1952) Le Minor & Popoff 1987 – espèce type
  - Salmonella enterica subsp. arizonae (Borman 1957) Le Minor & Popoff 1987
  - Salmonella enterica subsp. enterica (ex Kauffmann & Edwards 1952) Le Minor & Popoff 1987
  - Salmonella enterica subsp. diarizonae (Le Minor et al. 1985) Le Minor & Popoff 1987
  - Salmonella enterica subsp. indica (Le Minor et al. 1987) Le Minor & Popoff 1987
  - Salmonella enterica subsp. salamae (Le Minor et al. 1985) Le Minor & Popoff 1987
  - Salmonella enterica subsp. houtenae (Le Minor et al. 1985) Le Minor & Popoff 1987
- Salmonella subterranea Shelobolina et al. 2005